# Olaf Homén
Lars Olaf Homén, född 6 maj 1879 i Helsingfors, död 28 oktober 1949 i Åbo, var en finlandssvensk litteraturhistoriker. Han var sysslingbarn till Alexander Homén och Theodor Homén.
Homén blev student 1897, filosofie licentiat 1914, amanuens (assistent) vid universitetsbiblioteket 1911, docent i nyare litteratur vid Helsingfors universitet 1917 samt professor i svenska litteraturens historia vid Åbo Akademi 1919 och i allmän litteraturhistoria med poetik där 1921–1946. 
Homén var flitigt verksam som litteratur- och teaterkritiker i tidskrifterna Euterpe och Finsk Tidskrift samt i flera tidningar. Hans artiklar präglades av stor lärdom och beläsenhet samt av en elegant stil, ofta med dragning åt det ironiska. Hans beundrade mästare var främst Anatole France, om vilken han även skrev ett mindre arbete. Åtskilliga litteraturkritiska artiklar i Dagens Tidning utkom i bokform under titeln I marginalen (1917) samt teaterkritikerna under titeln Från Helsingfors teatrar (i serien Essayer och kritiker, I, VI, VII, 1915–1919). 
Homéns litteraturhistoriska studier gällde särskilt den franska klassicismen; hans licentiatavhandling Studier i fransk klassicism 1630–1665 (1914) efterföljdes 1916 av en andra serie. Han utgav även en minnesteckning över Gabriel Lagus (I, 1921).

## Utmärkelser
- Kommendörstecknet av Finlands Vita Ros’ orden[2]

[Redigera Wikidata]